# Sorbus kitaibeliana
Sorbus kitaibeliana är en rosväxtart som beskrevs av Leona Baksay och Karpati. Sorbus kitaibeliana ingår i släktet oxlar, och familjen rosväxter. Inga underarter finns listade i Catalogue of Life.